# Boarmia glaucocinctula
Boarmia glaucocinctula är en fjärilsart som beskrevs av Embrik Strand 1917. Boarmia glaucocinctula ingår i släktet Boarmia och familjen mätare. Inga underarter finns listade i Catalogue of Life.